# Evrovidenie 2009
La quinta edizione di Evrovidenie (in russo Евровидение?; lett. "Eurovisione") è stata organizzata dal canale televisivo russo Pervyj kanal per selezionare il rappresentante nazionale all'Eurovision Song Contest 2009 a Mosca.
La vincitrice è stata Anastasija Prychod'ko con Mamo.

## Organizzazione
Il canale russo Pervyj kanal ha annunciato l'organizzazione della selezione televisiva Evrovidenie per coinvolgere il pubblico nella scelta del rappresentante all'Eurovision, annunciando una modifica nel format rispetto alle edizioni precedenti.
Il nuovo format prevedeva tre fasi: selezione del brano, selezione di almeno tre artisti ed, infine, la finale in diretta per decidere la migliore combinazione artista-brano. Nel novembre 2008 tuttavia, citando difficoltà nella scelta, Pervyj kanal ha aperto la possibilità agli artisti interessati di inviare le proprie canzoni per la competizione entro il 3 febbraio 2009.
Lo show si è tenuto in un'unica serata il 7 marzo 2009 e ha visto 16 artisti preselezionati competere per la possibilità di rappresentare la Russia all'Eurovision Song Contest 2009. I risultati sono stati decretati da una combinazione di voto della giuria e televoto.

### Giuria
La giuria era composta da:
- Aleksandr Barannikov, produttore esecutivo dell'Eurovision Song Contest 2009
- Aleksandr Dulov, compositore
- Aleksandr Lunёv, compositore
- Džochan Pollyeva, capo del Consiglio per la cooperazione umanitaria dei paesi della CSI
- Ihor Krutyj, paroliere
- Jurij Aksjuta, produttore televisivo e discografico
- Kim Brejtburg, paroliere
- Larisa Sinel'šikova, direttrice e produttrice televisiva
- Maksim Fadeev, musicista e produttore discografico
- Ruben Oganesov, giornalista e amministratore delegato di Gazprom-Media
- Vladimir Matetskij, paroliere

## Partecipanti e risultati
Pervyj kanal ha aperto la possibilità di inviare proposte per la competizione dal 23 novembre 2008 al 3 febbraio 2009. Delle 1000 canzoni ricevute, 50 sono state selezionate per le audizioni dal vivo, che si sono tenute il successivo 26 febbraio; una giuria ha quindi selezionato i 15 finalisti per la finale televisiva.
Il 2 marzo 2009 Aleksej Vorob'ëv ha annunciato il ritiro dalla competizione a causa di impegni che coincidevano con la finale della selezione; il successivo 5 marzo però l'artista ha richiesto di essere reinserito nella lista dei partecipanti, con l'approvazione da parte del canale russo. Nello stesso giorno il canale ha offerto un posto nella selezione nazionale alla cantante ucraina Anastasija Prychod'ko, come segno di protesta contro la sua eliminazione nella selezione ucraina.

### Finale
La finale si è tenuta presso il Centro Televisivo Ostankino di Mosca ed è stata trasmessa su Pervyj kanal. Durante la serata si sono esibiti come ospiti Dima Bilan, Alsou, le Serebro, AySel & Arash, Patricia Kaas, Sakīs Rouvas e Jade Ewen.
Il voto combinato della giuria e del televoto ha decretato la vittoria di Anastasija Prychod'ko con Mamo.
| #  | Artista               | Titolo                  | Televoto | Posizione |
| -- | --------------------- | ----------------------- | -------- | --------- |
| 1  | Anna Semenovič        | Love lovila             | 8%       | 5         |
| 2  | Tomas N'evergreen     | One More Try            | 2%       | 11        |
| 3  | Aleksa                | Ne dumat' o tebe        | 7%       | 6         |
| 4  | Plazma                | Never Ending Story      | 3%       | 8         |
| 5  | Anastasija Prychod'ko | Mamo                    | 25%      | 1         |
| 6  | Valerija              | Back to Love            | 14%      | 2         |
| 7  | Nano                  | Traitor                 | 2%       | 11        |
| 8  | Tim Rocks             | The Happiest Man        | 1%       | 15        |
| 9  | Princessa Avenue      | Never, Never            | 2%       | 11        |
| 10 | Nikolaj Fokeev        | You Can't Stop the Time | 1%       | 15        |
| 11 | Venger Collective     | 9 O'Clock               | 3%       | 8         |
| 12 | Polina Griffith       | Cry for You             | 5%       | 7         |
| 13 | Aleksej Vorob'ëv      | Angelom byt'            | 10%      | 4         |
| 14 | Unisex                | Ai-ai-ai                | 2%       | 11        |
| 15 | Arishata              | Breakdown               | 3%       | 8         |
| 16 | Kvatro                | Ljubov'ju otveča        | 12%      | 3         |

Superfinale
| # | Artista               | Titolo           | Giuria | Posizione |
| - | --------------------- | ---------------- | ------ | --------- |
| 1 | Anastasija Prychod'ko | Mamo             | 6      | 1         |
| 2 | Valerija              | Back to Love     | 5      | 2         |
| 3 | Kvatro                | Ljubov'ju otveča | 0      | 3         |

## Controversie
Subito dopo l'annuncio dei finalisti, sono emerse varie violazioni del regolamento dell'Eurovision. In particolare, i brani presentati dai Kvatro, Polina Griffith, Tim Rocks ed i Venger Collective, sono stati diffusi prima del 1º ottobre 2008. Le regole dell'Eurovision stabiliscono che nessuna canzone può essere stata resa disponibile al pubblico prima del 1º ottobre dell'anno precedente, poiché ciò potrebbe dare alle canzoni un vantaggio sleale. Alcuni artisti dopo la squalifica dei brani hanno presentato dei nuovi brani per la selezione, mentre Tim Rocks e i Venger Collective si sono esibiti con i loro brani con la condizione di selezionarne uno nuovo in occasione della manifestazione europea. Ulteriori controversie sono state poste alla composizione musicale del brano Back to Love di Valerija, al cui interno è presente una parte de il Concerto per pianoforte e orchestra n. 1 di Čajkovskij. Infine, al momento dell'annuncio dei partecipanti, undici dei quindici brani selezionati non rispettavano la regola riguardanti la durata dei brani, che non possono durare più di tre minuti.
La vittoria di Anastasija Prychod'ko nella selezione russa generò accese polemiche nel paese. L'artista infatti venne accusata di danneggiare il prestigio nazionale con la sua partecipazione al concorso. Ulteriori accuse sono state poste da Vladimir Žirinovskij, vicepresidente della Duma di Stato, che ha richiesto una revisione sulla correttezza dello svolgimento della selezione, oltre ad accusare il brano di glorificare l'antisemitismo ucraino. Dopo un'indagine richiesta dal Comitato investigativo della Russia, il 31 marzo 2009 il Consiglio di coordinamento mondiale dei compatrioti russi (VKSRS) ha approvato la candidatura della Prychod'ko come rappresentante russa.